# Високий потенціал
Високий потенціал (англ. High Potential) — американський кримінальний драматичний телесеріал, створений Дрю Годдардом для ABC. Він заснований на французькому телесеріалі «ВІП» 2021 року. Прем'єра серіалу відбулася 17 вересня 2024 року.
21 січня 2025 року телесеріал було продовжено на другий сезон.

## Синопсис
У центрі серіалу — Морган, мати-одиначка з трьома дітьми, яка працює прибиральницею в департаменті поліції Лос-Анджелеса. Вона також має високий інтелектуальний потенціал, з IQ 160. Після того, як вона розібрала справу за допомогою свого нестандартного розуму, вона стає консультантом у відділі тяжких злочинів LAPD.
У другорядній сюжетній лінії Морган використовує допомогу та ресурси поліції Лос-Анджелеса, щоб дізнатися, що сталося з її першим хлопцем Романом, батьком її старшої доньки Ави, який зник, коли Ава була дитиною.

## Акторський склад

### Головний
- Кейтлін Олсон у ролі Морган[1], матері-одиначки з трьома дітьми, з IQ 160 і широким спектром знань. Морган працює прибиральницею в поліції Лос-Анджелеса, поки Селена не запропонує їй посаду консультанта.
- Деніел Сунджата[en] — Карадек[1], детектив, який скептично ставиться до того, що Морган є активом поліції Лос-Анджелеса, але стає її головним помічником
- Джавісія Леслі — Дафна[1], партнерка Карадека
- Деніз Акденіз[en] — Лев «Оз» Озділ[1][4], слідчий із тяжких злочинів
- Аміра Джей у ролі Ави[1], непокірної дочки-підлітка Морган та зведеної сестри Елліота, чий батько, Роман, зник за 15 років до початку серіалу.
- Меттью Лемб — Елліот[1], син Морган з її другим колишнім чоловіком Лудо та зведений брат Ави
- Джуді Реєс у ролі Селени[1], керівника відділу тяжких злочинів LAPD, де Морган працює консультантом

### Другорядні
- Таран Кіллам[en] у ролі Лудо Радовича[5], другого колишнього чоловіка Морган, колишнього вітчима Ави та батька Елліота, який є інструктором з водіння
- Ґаррет Діллагант — лейтенант Мелон[6], керівник відділу розбійних нападів і вбивств LAPD

## Епізоди
| № серії | Назва серії              | Режисер(и)            | Сценарист(и)                                                                      | Оригінальна дата показу | Глядачів U.S. (млн) | Рейтинг/частка (18-49) |
| --- | ------------------------ | --------------------- | --------------------------------------------------------------------------------- | ----------------------- | ------------------- | ---------------------- |
| 1 | «Pilot»                  | Алетея Джонс          | Дрю Годдард                                                                       | 17 вересня 2024         | 3.59                | 0.35/6                 |
| Морган, нічна прибиральниця у поліції Лос-Анджелеса, під час роботи випадково перекидає файл зі справою про вбивство. Коли вона бере фотографії з місця злочину в файлі, вона визначає, що головний підозрюваний у справі, дружина жертви, також є жертвою, і позначає це на дошці вбивств LAPD. Карадек, розлючений через те, що вона підробила поліцейські докази, приводить її, але Морган переконує Селену, що вона права щодо дружини. Селена змушує Карадека працювати з Морган над справою та пошуком дружини, Лінетт Акости. Селена і Карадек приходять до висновку, що сестра Лінетт мала роман з одним із її клієнтів. Клієнт убив чоловіка Лінетт, потім викрав Лінетт і сховав її в котеджі її сестри. Після успішного пошуку Лінетт, Селена пропонує Морган посаду консультанта на повний робочий день, але Морган відмовляється. Однак, спробувавши поговорити зі старшою дочкою, Морган приймає пропозицію за умови, що Селена допоможе Морган знайти її першого чоловіка Романа, який зник 15 років тому. |                          |                       |                                                                                   |                         |                     |                        |
| 2 | «Dancers in the Dark»    | Марк Вебб             | Тодд Хартан і Марк Холсі                                                          | 24 вересня 2024         | 3.68                | 0.31/5                 |
| Перша офіційна справа Морган пов'язана з танцюристом Даміаном, якого зіштовхнули з даху на його автомобіль. Лейтенант Мелон, із відділу розбійних нападів поліції Лос-Анджелеса, приходить до Селени по допомогу у справі, пов’язаній із серією пограбувань ювелірних магазинів. Морган і Карадек знаходять партнера Деміана, — Роланда. Роланд стверджує, що Даміана штовхнула третя особа. Морган доводить твердження Роланда і розуміє, що саме він був ціллю. Морган і Карадек надто пізно знаходять Роланда, якого вбито в нічному клубі. Переглянувши запис з камери безпеки нічного клубу, Морган розуміє, що вбивця використовував той самий пістолет, що й під час пограбувань ювелірного магазину Мелона. Поліція Лос-Анджелеса організовує спецоперацію, щоб зловити вбивцю/викрадача коштовностей. Вдома Морган намагається наладити зв'язок з Авою, яка хоче знати, коли Морган поверне свою машину. Побачивши мистецький проект Ави, Морган показує Аві серію муралів, намальованих Романом, але це засмучує Аву, оскільки вона вважає, що Роман пішов від них. Отримавши свою першу зарплату, Морган використовує її, щоб повернути машину додому, щоб підняти настрій своїм дітям. Селена розповідає Морган, що машину Романа конфіскували незабаром після його зникнення з коробкою з підгузками всередині, що означає його намір повернутися додому. |                          |                       |                                                                                   |                         |                     |                        |
| 3 | «Dirty Rotten Scoundrel» | Ребекка Ашер          | Денніс Салдуа                                                                     | 8 жовтня 2024           | 3.78                | 0.34/5                 |
| Працюючи над справою про шахрая/водія-автомобіля, Карадек усе більше розчаровується через те, що Морган не дотримується протоколу поліції або повідомляє йому, що вона планує зробити. Ледь не отримавши поранення від підозрюваного, Карадек кричить на Морган, через що вона звільняється з роботи. Однак вона вирішує повернутися наступного дня і розкрити цю справу. Удома Морган засмучена тим, що Ава сама в кімнаті з хлопцем, незважаючи на те, що Ава наполягає, що вони лише навчаються. Морган ще більше засмучується, коли дізнається, що Лудо дозволив це без її відома чи дозволу. Вона каже Людо, що він перевищив свої повноваження щодо Ави, але Людо сприймає це як нагадування, що він не є біологічним батьком Ави. Пізніше Морган вибачається перед Лудо. Тим часом Селена та Мелон знаходять мурал, який Роман намалював незадовго до свого зникнення, розташовану в районі, відомому незаконною діяльністю, і вважають, що його могли «заткнути», оскільки він був потенційним свідком злочину, скоєного там. |                          |                       |                                                                                   |                         |                     |                        |
| 4 | «Survival Mode»          | Піт Чатмон            | Андреа М. Скотт і Марк Холсі                                                      | 15 жовтня 2024          | 3.36                | 0.33/4                 |
| Довіра Морган до інших піддається випробуванню, коли викрадають доньок розлученої матері, і докази повертають до матері, як до підозрюваної. Турбуючись якнайшвидше знайти дітей, Карадек приймає кілька імпульсивних рішень, не узгодивши їх із Селеною. Карадек і Селена турбуються про Морган, коли помічають, що вона не спить і перестає об'єктивно дивитися на справу. Морган вважає, що мати невинна, і намагається це довести. |                          |                       |                                                                                   |                         |                     |                        |
| 5 | «Croaked»                | Дейзі фон Шерлер Маєр | Даян Руджеро-Райт                                                                 | 22 жовтня 2024          | 3.60                | 0.29/4                 |
| Команда розслідує смерть ветеринара, яка отруїлася речовиною на її руках. Під час розслідування місця злочину Морган транквілізує Карадека, щоб запобігти його отруєнню. Поки Морган із Карадеком, Дафна й Оз розглядають справу під іншим кутом, але всі четверо опиняються в квартирі, де дізнаються, що ветеринар торгувала екзотичними домашніми тваринами, щоб дозволити собі будинок для своєї дівчини. Оз отримує зізнання від чоловіка дівчини, але Морган вважає, що щось не так. Поки Карадек на побаченні, Морган проводить розслідування самостійно і розуміє, що дівчина усиновила сина ветеринарки, від якого та була змушена відмовитися через підліткову вагітність. Виявляється, що вбивцею є дівчина, яка боялася, що ветеринарка викраде її сина. Дафна та Оз повертають тварин-жертв торгівлі їхнім законним власникам. Вдома Морган дізнається, що Ава приймала протизаплідні таблетки. Морган хоче поговорити з нею, але Лудо пропонує дочекатися, поки Ава прийде до Морган. Зрештою Морган каже Аві, що знайшла протизаплідні таблетки. Ава каже Морган, що вона приймає таблетки для свого комплекції, що зменшує страхи Морган. |                          |                       |                                                                                   |                         |                     |                        |
| 6 | «Hangover»               | Ребекка Ашер          | Касся Міллер і Мьонг Джо Веснер                                                   | 29 жовтня 2024          | 3.09                | 0.26/3                 |
| Генерального директора компанії з виробництва медичних приладів знайшли мертвою в офісі наступного дня після корпоративної вечірки. Головним підозрюваним є помічниця генерального директора, яка втратила свідомість у тій самій кімнаті, але прокинулася з похміллям й не пам’ятала попередньої ночі. Незважаючи на всі ознаки, що вказують на помічницю, Морган твердо вірить у її невинність. Зрештою Морган і Карадек знаходять камеру, яка записувала інцидент, показуючи, що генеральний директор намагалася вбити помічницю, але їй не вдалося, що дозволило помічниці звільнитися через самозахист. Працюючи над справою, двірник поліції Лос-Анджелеса Том починає розмову з Морганом. Розкривши справу, Морган залишає Тому номер телефону. |                          |                       |                                                                                   |                         |                     |                        |
| 7 | «One of Us»              | Джеймс Родей          | Телеплей: Марк Холсі Сценарій: Марк Холсі, Джордана Льюїс Джаффе та Денніс Салдуа | 12 листопада 2024       | 3.36                | 0.25/4                 |
| Під час відвідування офісу поліції Лос-Анджелеса у вихідний Морган, вона, разом з Авою, потрапляють у заручники до двох військових, які стверджують, що їхнього друга та товариша по службі неправомірно звинуватили у вбивстві. Поки Морган працює над справою зсередини, Карадек працює над справою ззовні, щоб знайти справжнього вбивцю. Наступного дня, як подяку за порятунок усіх в офісі, Мелон дає Морган власний стіл, щоб вона використовувала його для роботи. |                          |                       |                                                                                   |                         |                     |                        |

## Виробництво

### Розробка
20 вересня 2022 року Високий потенціал отримав пілотне замовлення від ABC. Пілот був написаний Дрю Годдардом. 16 травня 2023 року ABC вибрала «Високий потенціал» для зйомок. Серіал був створений Годдардом, який, як очікувалося, стане виконавчим продюсером разом із Сарою Есберг, Робом Томасом, Деном Етеріджем, П'єром Лож'є, Ентоні Ланкре, Жаном Найнчріком і Алетеєю Джонс. Джонс також зрежисував пілотну серію. Очікувалося, що Томас також виступить шоуранером. Очікувалося, що продюсером також стане Кейтлін Олсон. Виробничі компанії, які беруть участь у виробництві серіалу: Goddard Textiles, Spondoolie Productions, Itinéraire Productions, Septembre Productions і ABC Signature. 5 червня 2024 року Томас залишив роль шоуранера серіалу. 21 червня 2024 року Тодд Хартан був оголошений новим шоуранером, який також виконуватиме функції виконавчого продюсера, замінивши Томаса. «Високий потенціал» — останній серіал ABC Signature до того, як 1 жовтня 2024 року їх було приєднано до 20th Television.

### Кастинг
Після оголошення про початок серіалу Олсон, Деніел Сунджата, Джавісія Леслі, Деніз Акденіз, Аміра Джей, Меттью Лемб і Джуді Реєс були обрані на головні ролі. 1 липня 2024 року Ґаррет Діллагант приєднався до акторського складу на другорядну роль. 21 серпня 2024 року Таран Кіллам отримав роль другого плану.

## Трансляція
Прем'єра «Високого потенціалу» відбулася 17 вересня 2024 року на ABC.

## Сприйняття

### Критика
Серіал отримав рейтинг схвалення 93 % на агрегаторі рецензій Rotten Tomatoes на основі 16 відгуків критиків із середнім рейтингом 6,9/10. Консенсус критиків веб-сайту стверджує: «З невимовною Кейтлін Олсон під рукою, щоб ввести певну індивідуальність у звичну формулу, Високий потенціал — це надійна процедура з багатьма плюсами». Metacritic, який використовує середньозважене значення, присвоїв оцінку 70 зі 100 на основі 13 критиків, що вказує на «загалом схвальні» рецензії.
Арамід Тінубу з «Variety» стверджувала, що «Високий потенціал» — це солідний поліцейський серіал, високо оцінювала гру Кейтлін Олсон, відзначаючи її здатність привнести химерний шарм у роль. Тінубу знайшла сюжет серіалу захоплюючим, завдяки IQ рівня генія і ексцентричності Морган, що пропонує унікальний погляд на кримінальний жанр. Тінубу заявила, що, хоча Високий потенціал не відкриває новий шлях у жанрі, він залишається цілком адекватним і шаблонним видивом. Тінубу високо оцінила акторський склад другого плану, особливо дружні стосунки між Олсон і її колегами по ролях, і підкреслила інтригуючу динаміку між Морган і детективом Карадеком.
Деніел Фінберг з «The Hollywood Reporter» сказав, що «Високий потенціал» — це шоу з багатообіцяючою зіркою, але хитким сюжетом, вихваляючи Олсон за її чудову гру в ролі Морган. Фінберг вважав експозицію в пілоті, зокрема непрохане відкриття Морган про свій IQ, неприємним і відволікаючим, зазначивши, що це підриває симпатію до персонажа. Він заявив, що серіал має проблеми з його центральною сюжетною лінією, особливо навколо питання про те, наскільки «високий потенціал» Морган насправді сприяє розкриттю справ, через що інші персонажі відчувають себе зайвими. Фінберг високо оцінив здатність Олсон як фундаменту серіалу і робити абсурдні моменти приємними, але зазначив, що серіал загалом все ще знаходить свій баланс, а хімія між Олсон та її колегами, особливо Деніелом Сунджатою, все ще розвивається. Він дійшов висновку, що, хоча Олсон представляє «високий потенціал» серіалу, решта шоу має надолужувати його.

### Рейтинги
Прем'єра «Високого потенціалу» зустріла зростання кількості глядачів на 220 %, досягнувши 11,5 мільйонів на різних платформах протягом трьох днів. Спочатку епізод зібрав 3,6 мільйона глядачів на ABC. Після включення Hulu, Hulu на Disney+ та інших цифрових платформ кількість переглядів зросла. Рейтинг шоу серед дорослих віком 18-49 років зріс на 354 % з 0,35 до 1,59 в рейтингу «Мультиплатформа + 3». На Hulu серіал увійшов до 15 найкращих і займав перше місце три дні поспіль, починаючи з 22 вересня. Пізніше «Високий потенціал» став найпопулярнішим новим серіалом на ABC за останні шість років, побивши рекорд «Коннерів» сезону 2018—2019. Епізод, який вийшов в ефір 22 жовтня, переглянули 6,83 мільйона глядачів у рейтингу «Live + 7 Days» Нільсена, що вперше за чотири роки посідає перше місце в сценарному списку ABC у вівторок. Після включення потокових даних із Hulu та Disney+ кількість глядачів епізоду зросла до 10,49 мільйона глядачів, показуючи зростання на 191 % порівняно з рейтингом Live + Same Day у 3,6 мільйона, зі стабільним утриманням глядачів з моменту пілотного епізоду.